# Clube Ferroviário da Huíla
El Clube Ferroviário da Huíla és un club esportiu de la ciutat de Lubango, Angola.
Antigament era conegut com a Clube Ferroviário de Sá da Bandeira,

## Palmarès
- Copa angolesa de futbol: [4]
  - 1985, 1989